# Dopplet oder nüt
Dopplet oder nüt («Doppelt oder nichts»), zuerst 1-2-0, eifach, dopplet oder nüt!, war eine Quizsendung von TV DRS. Sie wurde von 1956 bis 1959 und von 1963 bis 1970 ausgestrahlt. Als Moderatoren fungierten nacheinander Walter Plüss, Werner Hausmann und Mäni Weber.
Die erste Sendung lief unter dem Namen 1-2-0, eifach, dopplet oder nüt! am 9. Dezember 1956 mit Walter Plüss. Bis Ende 1957 wurde das Quiz samstags zweiwöchentlich zur Hauptsendezeit ausgestrahlt. Dann wurde der Name in Dopplet oder nüt verkürzt und mit Moderator Werner Hausmann freitagabends dreiwöchentlich bis zum 18. Mai 1959 gesendet. Grosse Beliebtheit erlangte die Sendung unter Mäni Weber, der die Show in ihrer Neulancierung vom 8. November 1963 bis zur insgesamt letzten Ausgabe am 31. Dezember 1970 moderierte.
Das Konzept von Dopplet oder nüt stammt ursprünglich aus den USA (The $64,000 Question) und wurde für den Schweizer Ableger speziell der italienischen Sendung Lascia o raddoppia? nachempfunden. In der Show mussten Kandidaten Fragen zu einem von ihnen ausgewählten Spezialgebiet beantworten. Bei einer richtigen Antwort wurde die Gewinnsumme verdoppelt, bei einer falschen Antwort verloren sie alles. Im deutschen Fernsehen entstand zwei Jahre später die ähnliche Sendung Alles oder Nichts.